# パーヴェル・バトフ

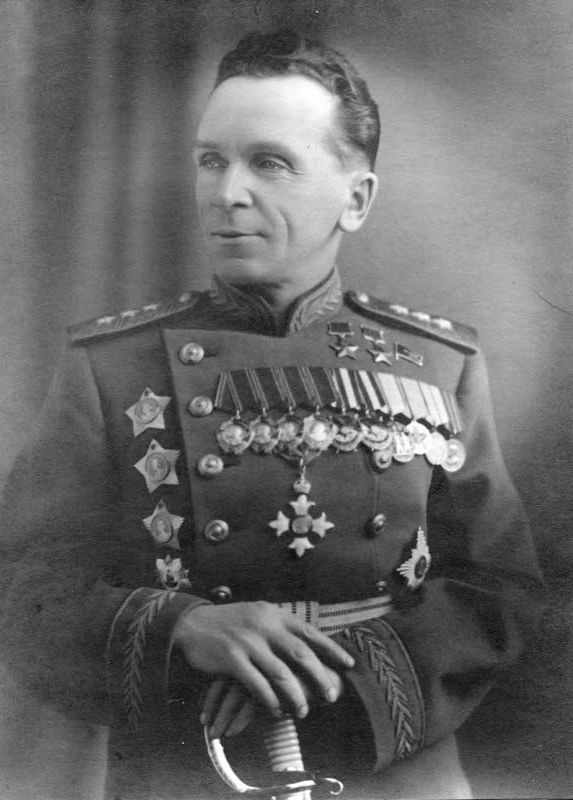

パーヴェル・イワノヴィチ・バトフ（ロシア語: Павел Иванович Батов、1897年5月20日 - 1985年4月19日）は、ソ連の軍人。上級大将。ソ連邦英雄（2度）。

## 経歴
フィロソヴォ村（現ヤロスラヴリ州ルィビンスキー地区）の貧農出身。1916年から第一次世界大戦に従軍し、ゲオルギー十字章2個とメダル2個を受章した。
1918年8月、赤軍に志願。1920年から1936年まで中隊長、大隊長、狙撃連隊長を歴任した。1927年、「射撃」課程を修了。1929年から共産党員。1936年～1937年、スペイン内戦に参加。帰国後、狙撃軍団長となり、ソ・フィン戦争に従軍。1940年、ザカフカーズ軍管区副司令官。

### 第二次世界大戦
独ソ戦勃発とともに、クリミアの特別狙撃軍団長、南部戦線第51軍副司令官（1941年8月～）、第3軍司令官（1942年1月～2月）、ブリャンスク戦線司令官補佐官（1942年2月～10月）を歴任した。1942年10月から終戦まで、第65軍司令官を務め、スターリングラードの戦い、クルスクの戦い、ドニエプルの戦い、白ロシアの解放、ヴィスワ・オーデル及びベルリン作戦に参加した。
バトフ指揮下の第65軍は、戦時中、最高司令官令で30回言及された。バトフ個人は、1943年のドニエプル渡河作戦時の功績で1つ目のソ連邦英雄称号、1945年のオーデル川の渡河とステッチン占領の功績で2つ目のソ連邦英雄称号を授与された。

### 戦後
戦後、機械化軍と諸兵科連合軍を指揮し、在独ソビエト軍集団第一副総司令官、沿カルパチア軍管区司令官、沿バルト軍管区司令官、南方軍集団司令官を歴任した。1950年、参謀本部アカデミー附属高等学術課程を修了。1962年～1965年、ワルシャワ条約機構統合軍参謀長。1965年からソ連国防省監察総監部の軍事監察顧問。
1970年からソビエト戦争ベテラン委員会議長。第1期、第2期、第4期～第6期ソ連最高会議代議員。

## パーソナル
ソ連邦英雄の称号を2度授与（1943年、1945年）。レーニン勲章6個、十月革命勲章、赤旗勲章3個、一等スヴォーロフ勲章3個、一等クトゥーゾフ勲章、一等ボグダン・フメリニツキー勲章、三等「ソ連軍における祖国への奉仕に対する」勲章、名誉記章勲章、名誉武器を受賞。